# Abri de Cap Blanc
Abri de Cap Blanc is een grot en abri (rotswoning) in de Dordogne in Frankrijk. 
De abri dateert uit de Magdalénien-periode. Hij is bekend om de eeuwenoude sculpturen van dieren, vooral paarden, welke in de wanden van de grot zijn aangebracht. De grootste afbeelding van een paard is 2,20 m. breed.
In een vitrine onder de abri ligt een kopie van het skelet van een jonge vrouw.
Bij de overhangende rots is in 1909 een voetpad naar de abri ontdekt.
Bereikbaar ten oosten van Les Eyzies de Tayac aan de D48.

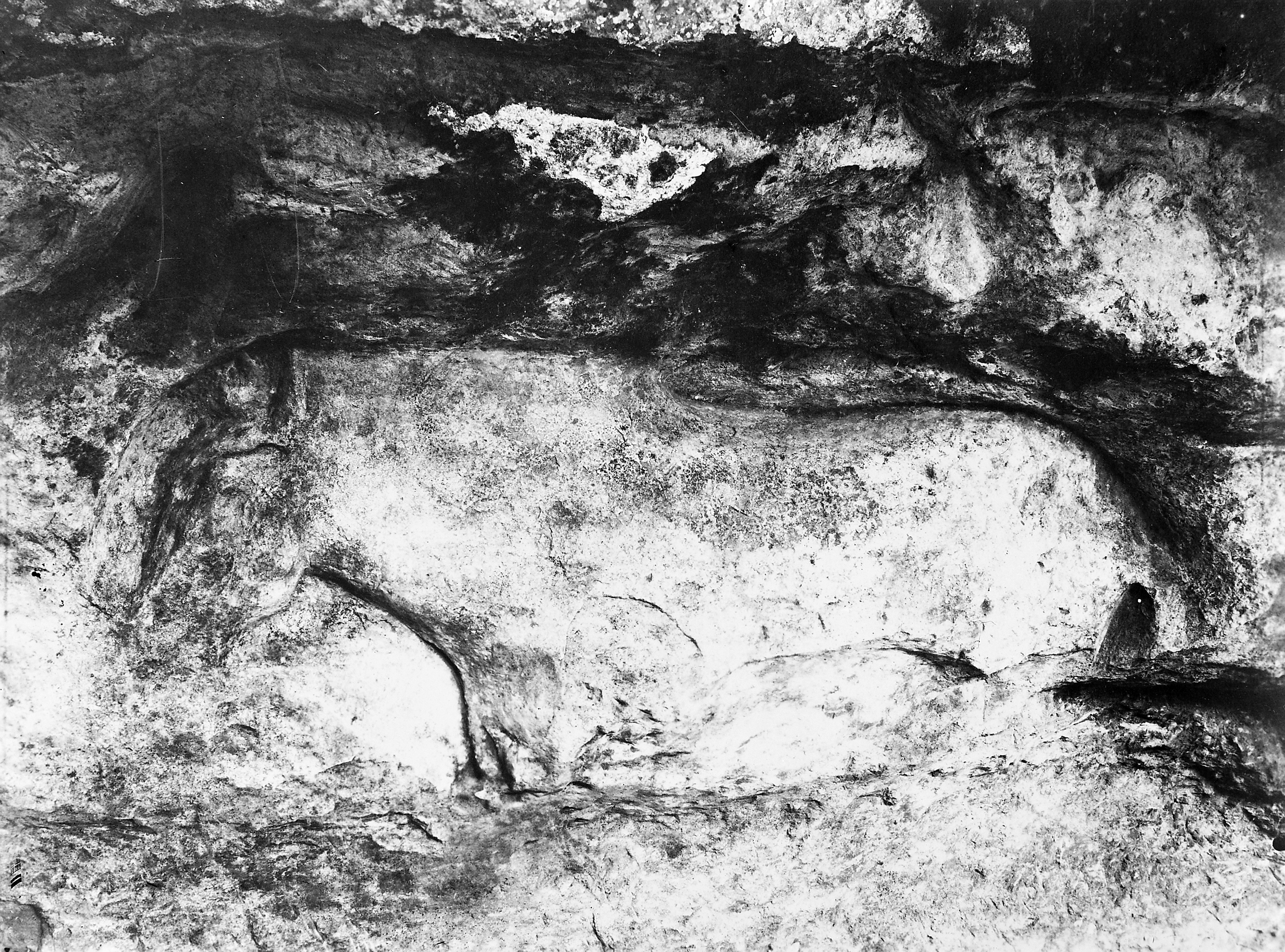
relief van een paard